# William Nigh
William Nigh, auch Will Nigh und William Nye (* 12. Oktober 1881 in Berlin, Green Lake County, Wisconsin; † 27. November 1955 in Burbank, Kalifornien) war ein US-amerikanischer Filmregisseur und Schauspieler.

## Leben
Die Schreibweise von William Nighs Namen lautete in seinen ersten Filmen Will Nigh bzw. William Nye. 1913 konnte Nigh als Schauspieler im Film A warm welcome erfolgreich debütieren. Daran schlossen sich bis 1948 weit über 100 Filme an, an denen er als Schauspieler und Regisseur – manchmal aber auch als Drehbuchautor, Produzent oder Filmeditor – mitarbeitete.
William Nigh starb sechs Wochen nach seinem 74. Geburtstag in Burbank (L.A.) und fand dort auch seine letzte Ruhestätte.

## Filmografie (Auswahl)

### Regisseur
- 1914: Salomy Jane
- 1915: A Royal Family
- 1915: Emmy of Stork’s Nest
- 1915: A Yellow Streak
- 1915: The Story of Jewel City (Kurzfilm)
- 1916: Her Debt of Honor
- 1915: Mignon
- 1916: The Kiss of Hate
- 1916: Notorious Gallagher
- 1916: The Child of Destiny
- 1916: Life’s Shadow
- 1917: The Blue Streak
- 1917: The Slave
- 1917: Wife Number Two
- 1917: Thou Shalt Not Steal
- 1918: My Four Years in Germany
- 1919: The Fighting Roosevelts
- 1919: Beware
- 1920: Democracy
- 1921: Skinning Skinners
- 1921: The Soul of Man
- 1921: Why Girls Leave Home
- 1921: School Days
- 1922: Your Best Friend
- 1922: Notoriety
- 1923: Marriage Morals
- 1924: The Guest (Kurzfilm)
- 1924: Born Rich
- 1925: Fear-Bound
- 1926: The Little Giant
- 1926: Free Kisses
- 1926: Alarm (The Fire Brigade)
- 1927: The Nest
- 1927: Herr Wu (Mr. Wu)
- 1928: The Law of the Range
- 1928: Pflicht und Liebe (Across to Singapore)
- 1928: Four Walls
- 1929: Wüstennächte (Desert Nights)
- 1929: Lokomotive 2329 (Thunder)
- 1930: Lord Byron of Broadway
- 1930: Today
- 1930: Fighting Thru
- 1931: The Single Sin
- 1931: The Lightning Flyer
- 1931: The Sea Ghost
- 1932: Without Honour
- 1932: Border Devils
- 1932: Men Are Such Fools
- 1933: He Couldn’t Take It
- 1934: Edgar Wallace – Das mysteriöse Schiff (Mystery Liner)
- 1934: City Limits
- 1934: Monte Carlo Nights
- 1934: The House of Mystery
- 1934: Once to Every Bachelor
- 1934: Two Heads on a Pillow
- 1934: The Mysterious Mr. Wong
- 1935: School for Girls
- 1935: Sweepstake Annie
- 1935: Without Children
- 1935: The Headline Woman
- 1935: Dizzy Dames
- 1935: She Gets Her Man
- 1935: His Night Out
- 1935: The Old Homestead
- 1936: Don’t Get Personal
- 1936: Crash Donovan
- 1936: North of Nome
- 1937: Bill Cracks Down
- 1937: The Law Commands
- 1937: The 13th Man
- 1937: Hoosier Schoolboy
- 1937: Atlantic Flight
- 1937: A Bride for Henry
- 1937: Boy of the Streets
- 1938: Rose of the Rio Grande
- 1938: Female Fugitive
- 1938: Romance of the Limberlost
- 1938: Mr. Wong, Detective
- 1938: Gangster’s Boy
- 1938: I Am a Criminal
- 1939: The Mystery of Mr. Wong
- 1939: Streets of New York
- 1939: Mr. Wong in Chinatown
- 1939: Aufstand im Zuchthaus (Mutiny in the Big House)
- 1940: The Fatal Hour
- 1940: Son of the Navy
- 1940: Doomed to Die
- 1940: The Ape
- 1941: Secret Evidence
- 1941: No Greater Sin
- 1941: The Kid from Kansas
- 1941: Mob Town
- 1941: Zis Boom Bah
- 1942: Mr. Wise Guy
- 1942: Black Dragons
- 1942: The Strange Case of Doctor Rx
- 1942: Escape from Hong Kong
- 1942: Tough as They Come
- 1942: City of Silent Men
- 1942: Lady from Chungking
- 1943: Corregidor
- 1943: The Ghost and the Guest
- 1943: The Underdog
- 1943: Where Are Your Children?
- 1944: Trocadero
- 1944: Are These Our Parents
- 1945: Forever Yours
- 1945: Divorce
- 1945: Allotment Wives
- 1946: The Gay Cavalier
- 1946: Partners in Time
- 1946: South of Monterey
- 1946: Prinzessin der Unterwelt (Beauty and the Bandit)
- 1947: Riding the California Trail
- 1948: Todeszelle Nr. 5 (I Wouldn’t Be in Your Shoes)
- 1948: Stage Struck

### Schauspieler
- 1913: A Warm Welcome
- 1913: The Rival Pitchers
- 1913: Mr. Brown’s Burglar
- 1914: Educating his Daughters
- 1914: The Lackey
- 1914: The Vengeance of Najerra
- 1914: A Turn of Cards
- 1914: The Clerk
- 1914: The Higher Law
- 1914: The Reform Candidate
- 1914: The Rival Barbers
- 1914: Atonement
- 1914: In the Spider’s Web
- 1914: Salomy Jane
- 1915: A Royal Family
- 1916: Her Debt of Honour
- 1916: Notorious Gallagher
- 1916: Life’s Shadow
- 1917: The Blue Streak
- 1918: My Four Years in Germany
- 1918: The Rainbow Trail
- 1919: Beware!
- 1920: Democracy
- 1925: Fear-Bound

### Drehbuchautor
- 1916: Her Debt of Honor
- 1916: Notorious Gallagher
- 1916: The Child of Destiny
- 1916: Life’s Shadows
- 1917: The Blue Streak
- 1917: The Slave
- 1917: Wife Number Two
- 1918: My Four Years in Germany
- 1921: Why Girls Leave Home
- 1921: School Days
- 1922: Your Best Friend
- 1922: Rags to Riches
- 1922: Notoriety
- 1923: Marriage Morals
- 1924: Born Rich
- 1925: Fear-Bound
- 1931: The Sea Ghost
- 1945: Forever Yours

### Produzent
- 1916: Notorious Gallagher
- 1924: Born Rich

### Filmeditor
- 1918: My Four Years in Germany
- 1918: Kaiser’s Finish